# ブランニュージェネレーション
「ブランニュージェネレーション」は、寺岡呼人のシングル。

## 収録曲
1. ブランニュージェネレーション
2. 明日に向かって走れ!
ネプチューン提供曲のセルフカバー。
3. God Bress You